# شاه‌محمدلی
شاه‌محمدلی (به ترکی آذربایجانی: Şahməmmədli) یک منطقهٔ مسکونی در جمهوری آذربایجان است که در شهرستان گران‌بوی واقع شده‌است.